# Biton transvaalensis
Biton transvaalensis är en spindeldjursart som beskrevs av Lawrence 1949. Biton transvaalensis ingår i släktet Biton och familjen Daesiidae. Inga underarter finns listade.